# NGC 5549
NGC 5549 est une vaste galaxie lenticulaire située dans la constellation de la Vierge. Sa vitesse par rapport au fond diffus cosmologique est de 7 917 ± 17 km/s, ce qui correspond à une distance de Hubble de 116,8 ± 8,2 Mpc (∼381 millions d'al). NGC 5549 a été découverte par l'astronome germano-britannique William Herschel en 1786.
Selon la base de données Simbad, NGC 5549 est une galaxie LINER, c'est-à-dire une galaxie dont le noyau présente un spectre d'émission caractérisé par de larges raies d'atomes faiblement ionisés.
À ce jour, une mesure non basée sur le décalage vers le rouge (redshift) donne une distance d'environ 104,000 Mpc (∼339 millions d'al). Cette valeur est tout juste à l'extérieur des valeurs de la distance de Hubble. Notons cependant que c'est avec la valeur moyenne des mesures indépendantes, lorsqu'elles existent, que la base de données NASA/IPAC calcule le diamètre d'une galaxie et qu'en conséquence le diamètre de NGC 5549 pourrait être d'environ 57,3 kpc (∼187 000 al) si on utilisait la distance de Hubble pour le calculer.

## Groupe de NGC 5546
NGC 5549 fait partie d'un trio de galaxies, le groupe de NGC 5546, la galaxie la plus brillante des trois. L'autre galaxie du trio est NGC 5414. 